# Aedes scutoscriptus
Aedes scutoscriptus är en tvåvingeart som beskrevs av Richard Mitchell Bohart och Ingram 1946. Aedes scutoscriptus ingår i släktet Aedes och familjen stickmyggor. Inga underarter finns listade i Catalogue of Life.